# Kasangulu
Kasangulu – miasto w Demokratycznej Republice Konga, w prowincji Kongo Środkowe.